# Chantier des collections
Un chantier des collections est la mise en œuvre d'un programme muséologique qui permet l'étude systématique des collections d’un musée, la réalisation de récolements, d'inventaires précis et informatisés des objets du musée, leur prise de vue photographique et la mise en place de campagnes de restauration (nettoyage, traitements, voire décontaminations) nécessaires à la conservation et à la lisibilité des œuvres.

## Origine du système
Issu du monde de l’industrie, ce système était déjà en vigueur dans le contexte du traitement en série des livres de bibliothèques, notamment à la Bibliothèque nationale de France. Sa transposition dans le monde des musées est récente. Christiane Naffah , conservatrice en chef du patrimoine, et Fabrice Merizzi, ingénieur Polytech'Lille, tous deux responsables du Chantier des collections du musée du quai Branly, sont à l'origine de la généralisation du terme de "Chantier des collections" au monde des musées.   

## Contexte législatif d’un chantier des collections
La loi du 4 janvier 2002 réaffirme que les musées ont la mission de conserver les collections dont ils ont la charge. Le récolement est défini comme une opération publique et permanente. L’article 12 dispose que les collections des musées de France font l'objet d'une inscription sur un inventaire et qu’il est procédé à leur récolement tous les dix ans. Dans l’article 3 du décret du 2 mai 2002 pris en application de la loi du 4 janvier 2002, il est indiqué que la personne morale propriétaire des collections d’un musée de France fait procéder en permanence par les professionnels mentionnés à l’article 6 de la loi du 4 janvier 2002 susvisée aux opérations nécessaires au récolement des collections dont elle est propriétaire ou dépositaire et à la mise à jour de l'inventaire et du registre des dépôts.
On peut rappeler, en matière administrative, que la tenue de l’inventaire des musées est réglementée depuis 1948 et que, sur le plan scientifique, le récolement est une pratique qui donne lieu, aujourd’hui comme hier, à la publication sommaire ou raisonnée de catalogues de collections. Depuis plus de vingt ans, en France, s'est progressivement mise en place dans les musées une politique systématique de gestion, de conservation et de traitement des collections. Nous parlons des grands chantiers de musées d’abord initiés dans le cadre de la loi programme à partir de 1978, tels Amiens, Lyon, Grenoble, Rouen, Montpellier, Dijon… auxquels il faut rattacher les grands chantiers des musées nationaux tels le musée d'Orsay, le Grand Louvre, le musée du quai Branly et aujourd’hui le Musée des Civilisations de l'Europe et de la Méditerranée (MuCEM).
Depuis la mise en place du chantier des collections, un chantier a été mis en place pour la première fois dans un château-musée, au palais national de Compiègne.

## Le cas du MuCEM (Musée des Civilisations de l'Europe et de la Méditerranée)
Sur décision du Ministère de la culture et de la communication, le Musée national des arts et traditions populaires (MNATP) se transforme pour se consacrer aux civilisations de l'Europe et de la Méditerranée à Marseille. Avant que les collections n'y soient transférées, une mise à jour importante est à faire sur chaque objet les constituant.
Le chantier des collections du MuCEM prend en charge la totalité des collections du musée des ATP, soit environ 250 000 objets présents sur le site parisien et dans les réserves extérieures, et traitera ultérieurement les collections en deux dimensions (estampes, archives sonores…). À ces collections s'est ajouté le dépôt du département « Europe » du musée de l'Homme, soit environ 30 000 objets. Au total, ce sont environ un million d’objets de taille, de forme et de matériaux extrêmement variés qui seront traités dans le chantier.
La chaîne de traitement des objets suit 5 étapes phares :
- le récolement des collections
- la traçabilité
- la prise de mesure
- la prise de vue
- le dépoussiérage et d'éventuels traitements

### Le récolement
Le circuit des objets à travers les différentes unités du chantier commence par le récolement qui est un préalable au traitement de l’objet dans la chaîne technique.
Le travail de récolement a commencé en juin 2004. Il consiste à vérifier en partant de l’objet la présence physique de celui-ci dans les lieux de stockage du musée. Il est alors élaboré une fiche sommaire de récolement en confrontant l’objet avec la documentation existante dans le musée. L’outil informatique utilisé pour ces opérations est le logiciel de gestion des collections Micromusée.
Les données sont saisies sur la fiche Micromusée avec une actualisation de la rubrique "récolement". Il est possible d’établir des données statistiques ainsi que des listes d’erreurs de marquage, de localisation ou de création de nouvelles fiches Micromusée. Lors du récolement, le constat d'état est effectué afin de déceler les éventuelles dégradations de l’objet et de pointer ses fragilités afin d'en avertir les personnes chargées de l'emballage et du transport, et d’orienter le type de conditionnement et les précautions de déplacement.

### La traçabilité
La traçabilité des objets est prise en charge par l'unité de logistique, de conditionnement et de mouvement des objets, laquelle intervient au début et à la fin de la chaîne de traitement. Elle permet de localiser les objets et de conserver un historique de leurs mouvements.
La personne responsable de cette unité attribue un code barre à chaque objet. Ce numéro est enregistré sur Micromusée. Le code barrage permet d'assurer la traçabilité des objets au cours de leur parcours dans le chantier des collections. Cela permet de cartographier les lieux de stockage préétablis.

### La prise de mesure
Elle est assurée par l'unité de prise de mesure qui prend les dimensions en centimètre et le poids en gramme de chaque objet (Hauteur x Largeur x Profondeur). Ces données permettent d'anticiper sur le transfert des collections dans le centre de conservation à Marseille en connaissant l'encombrement de chaque objet.

### La prise de vue
L'unité de prise de vue réalise une photographie numérique par objet ; photo qui sera ensuite intégrée dans la base de données Micromusée. Toutes les photographies sont retouchées par informatique sur Photoshop afin de détourer le fond de l'objet et le rendre homogène.

### Le dépoussiérage et le traitement des objets
Le dépoussiérage est effectué au sein de l’unité de dépoussiérage/consolidation, une unité de conservation préventive qui permet de dresser un constat d'état sur les objets et de prendre en charge les « petites opérations » de conservation et de restauration.
Cette unité permet aussi le nettoyage qui, dans le cadre du chantier des collections, a un but sanitaire donc préventif. Il vise à l'élimination des causes externes d'infestations d'origine biologique et de dégradations physico-chimiques.
L'unité de désinfection assure le traitement des objets infestés (susceptibles de contaminer d'autres objets); ils seront traités par anoxie dans une unité spéciale. L'anoxie (privation de dioxygène) présente l'avantage d'une parfaite innocuité chimique des objets après traitement vis-à-vis du personnel et des collections.
Les objets retournent ensuite dans les réserves pour le conditionnement final.
À la fin de ce parcours, il est procédé à une vérification du marquage. Les objets sont conditionnés dans un emballage provisoire et stockés dans des lieux de stockage préétablis en vue de leur transfert à Marseille.

### Sources
- Documents internes du Musée des Civilisations de l'Europe et de la Méditerranée
- Site du Musée d'Art Moderne de Saint-Etienne Métropole